# Gemellipora adherens
Gemellipora adherens är en mossdjursart som beskrevs av Cook 1985. Gemellipora adherens ingår i släktet Gemellipora och familjen Pasytheidae. Inga underarter finns listade i Catalogue of Life.